# Pratt & Whitney Canada
Pratt & Whitney Canada (zkratkou PWC nebo P&WC) je kanadský výrobce leteckých motorů, který sídlí v quebeckém Longueuil, nedaleko Montréalu. Stejně jako jeho americký akcionář Pratt & Whitney je divizí společnosti United Technologies Corporation.
V rámci koncernu United Technologies je firma Pratt & Whitney Canada pověřená vývojem a výrobou menších leteckých motorů, zatímco Pratt & Whitney se věnuje motorům o větších výkonech.
Společnost Pratt & Whitney Canada je v oblastech vývoje, výroby i prodeje výrobků na firmě Pratt & Whitney zcela nezávislá a má také samostatný výzkumný program.
V roce 2007 P&WC investovala do výzkumu a vývoje více než 400 milionů dolarů a zaměstnávala 633 inženýrů, čímž se zařadila na čtvrté místo mezi quebeckými zaměstnavateli této profese.
V roce 2012 měla firma celkem 9 200 zaměstnanců, z toho 5 000 v provincii Québec.

## Historie
Společnost byla založena v roce 1928 jako servisní centrum pro letecké motory značky Pratt & Whitney pod názvem Canadian Pratt & Whitney Aircraft Company, Ltd. Za druhé světové války začala montovat motory řady Pratt & Whitney Wasp z dílů vyráběných v USA a od roku 1952 k ní byla jejich výroba zcela převedena, aby se mateřská společnost mohla soustředit na vývoj leteckých turbínových motorů. Od 50. let začala firma P&WC vyvíjet vlastní turbínové letecké motory, z nichž jako první dosáhl úspěchu turbovrtulový typ PT6 vzniklý v roce 1960. Mezi lety 1962 až 1975 společnost nesla název United Aircraft of Canada (UAC).
V letech 1974–1975 v továrně v Longueuil proběhla jedna z nejnásilnějších stávek v historii Quebeku.
V květnu 2017 závod opustil stotisící vyrobený letecký motor a výrobky firmy slouží 12 300 zákazníkům ve více než 200 zemích světa.

## Produkty

### Proudové motory

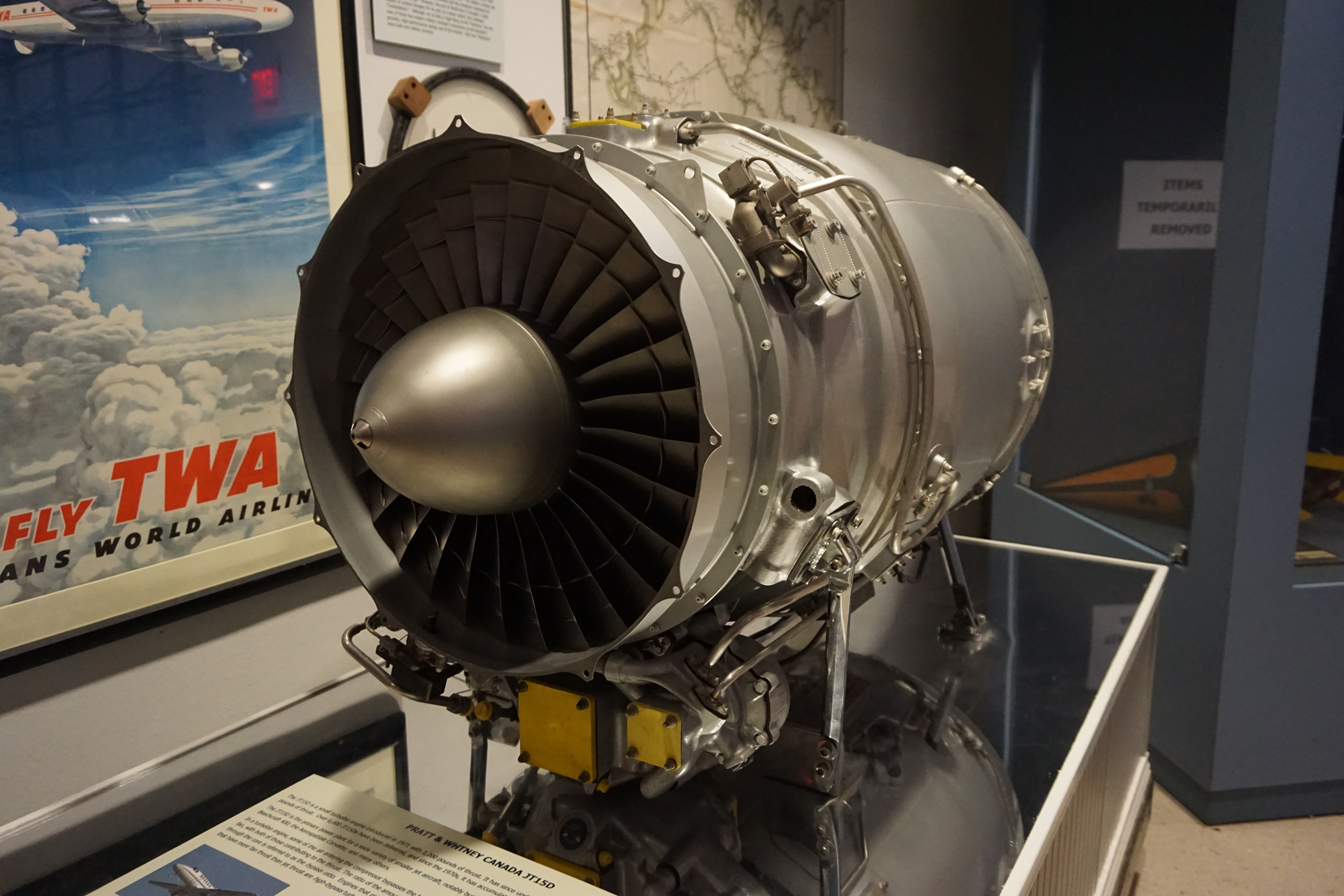
Motor P&WC JT15D

- Pratt & Whitney JT12 (vývoj dokončen u mateřské společnosti v USA)
- Pratt & Whitney Canada JT15D
- Pratt & Whitney Canada PW300
- Pratt & Whitney Canada PW500
- Pratt & Whitney Canada PW600
- Pratt & Whitney Canada PW800

### Turbovrtulové motory

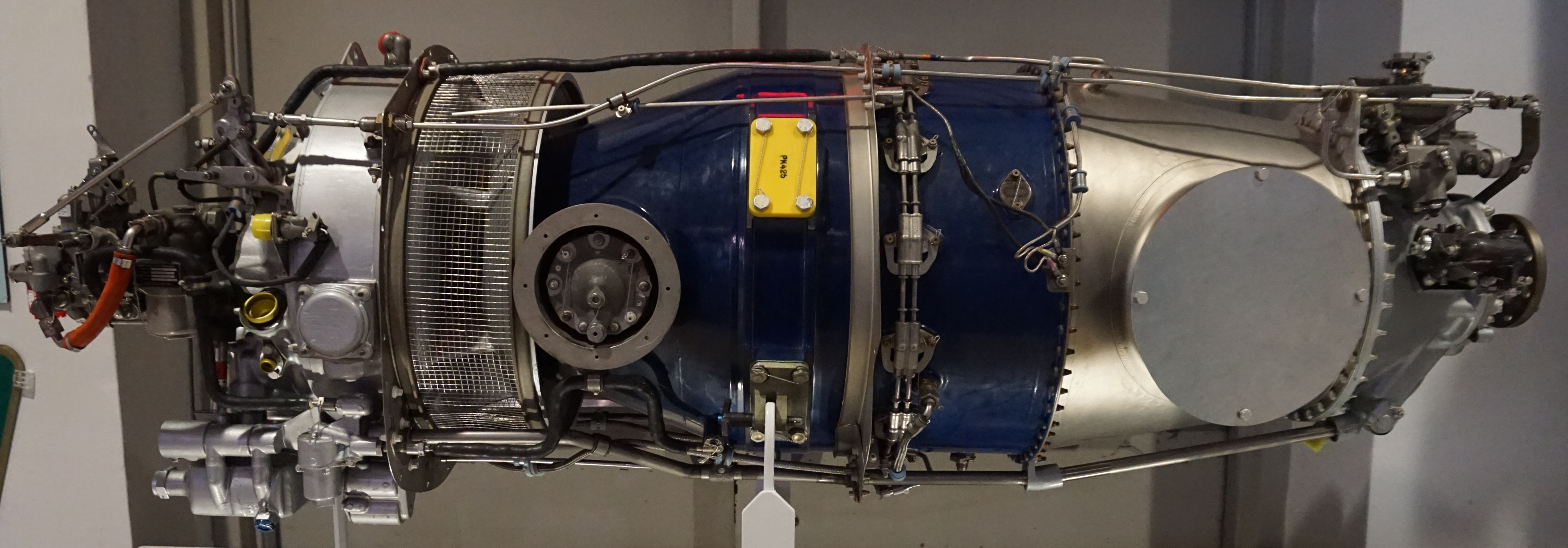
Řez motorem PT6

- Pratt & Whitney Canada PT6
- Pratt & Whitney Canada PW100

### Turbohřídelové motory

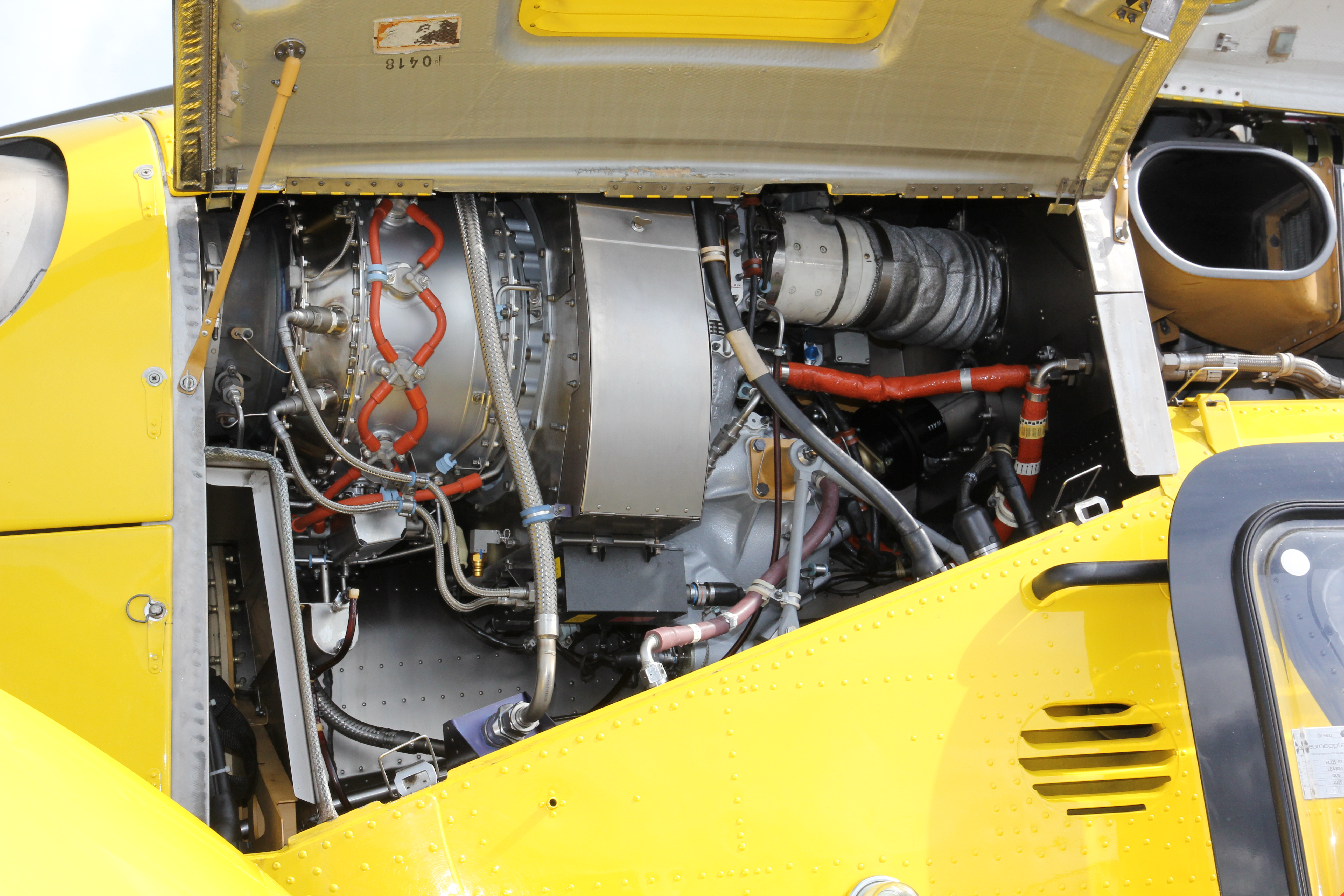
P&WC PW206, jeden z motorů rodiny PW200, ve vrtulníku Eurocopter EC 135

- Pratt & Whitney Canada PT6B/C
- Pratt & Whitney Canada PT6T
- Pratt & Whitney Canada PW100
- Pratt & Whitney Canada PW200
- Pratt & Whitney Canada PW210

### Pomocné zdroje
- Pratt & Whitney Canada PW900 – rodina auxiliary power unit, užívaných například u letounů Boeing 747 (PW901) a Airbus A380 (PW980).